# Werner Camichel

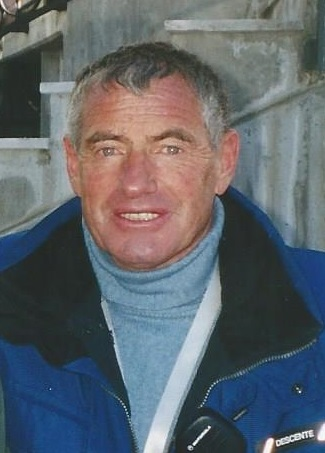
Werner Camichel

Werner Camichel (* 26. Januar 1945 in Zuoz; † 27. März 2006 in Samedan) war ein Schweizer Bobfahrer.

## Karriere
Camichel sass 1972 bei den Olympischen Winterspielen in Sapporo zusammen mit Hans Leutenegger und Edy Hubacher im Viererbob Schweiz I von Jean Wicki, der die Goldmedaille in 4:43,07 vor Italien I (Nevio De Zordo, Gianni Bonichon, Adriano Frasinelli, Corrado Dal Fabbro) in 4:43,83 und BRD I (Wolfgang Zimmerer, Peter Utzschneider, Stefan Gaisreiter, Walter Steinbauer) in 4:43,92 holte. Seit 1990 war er Betriebsleiter der Bobbahn St. Moritz-Celerina. Seit 2005 war er Mitglied des Bahnkomitees des Internationalen Verbandes FIBT. Camichels Söhne waren NLA-Eishockeyspieler: Corsin Camichel und Duri Camichel. Beide spielten unter anderem beim EV Zug.
Camichel starb 2006 an Krebs.